# Clathrinida
Clathrinida (лат.) — отряд известковых губок из подкласса Calcinea. Скелет губок этого отряда состоит из известковых спикул. Водоносная система организована по типу аскона.

## Классификация
На август 2021 года в отряд включают 6—9 семейств и один род вне их:
- Роды incertae sedis
- Семейство Clathrinidae Minchin, 1900 [syn. Soleniscida Haeckel, 1870]
- Семейство Dendyidae Laubenfels, 1936 [syn. Soleneiscidae Borojevic et al., 2002, Soleniscidae sensu Borojevic, Boury-Esnault & Vacelet, 1990]
- ? Семейство Lelapiellidae Borojevic, Boury-Esnault & Vacelet, 1990
- Семейство Leucaltidae Dendy & Row, 1913
- Семейство Leucascidae Dendy, 1893
- Семейство Leucettidae Laubenfels, 1936
- Семейство Levinellidae Borojevic & Boury-Esnault, 1986
- ? Семейство Murrayonidae Dendy & Row, 1913
- ? Семейство Paramurrayonidae Vacelet, 1967